# Kuzmyno (okres Mukačevo)
Kuzmyno, také Kuzmino nebo Kuzmina (ukrajinsky Кузьмино, do roku 1995 Кузьмине; maďarsky Beregszilvás), je ves na Ukrajině, v Zakarpatské oblasti, v okrese Mukačevo, ve vesnické komunitě Velyki Lučky, v obci Kaľnyk. V roce 2024 zde žilo 216 obyvatel.

## Historie
První písemná zmínka o vsi pochází z roku 1565, zmínka o zdejším kostele pak pochází z roku 1692. Ves byla součástí Uherska, poté byla (na základě Trianonské smlouvy) součástí Československa, a to pod názvem Kuzmina. Od roku 1945 byla ves součástí Ukrajinské sovětské socialistické republiky, která byla součástí SSSR, a nakonec od roku 1991 je součástí samostatné Ukrajiny.